# Maria Àngels Francés Diez
Maria Àngels Francés Díez (Alcoi, l'Alcoià, 1976) és una filòloga i professora universitària valenciana, especialitzada en literatura catalana des d'una perspectiva feminista. Des de juny de 2021 és membre de l'Acadèmia Valenciana de la Llengua.
Llicenciada en filologia anglesa per la Universitat d'Alacant l'any 2003 i doctorada de filologia catalana l'any 2008, ha realitzat moltes i diverses investigacions en l'àmbit de la literatura des de la perspectiva feminista, així com la literatura infantil, la literatura autobiogràfica, la didàctica de la llengua i la literatura, i l'escriptora Montserrat Roig, autora la qual ha dedicat nombrosos articles d'investigació. També ha estat cap del departament de Filologia Catalana de la Universitat d'Alacant des de l'any 2015 fins al 2019.
Amb el seu llibre Montserrat Roig: feminisme, testimoni i memòria (Publicacions de l'Abadia de Montserrat, 2012) va guanyar el Premi d'Estudis Lingüístics i Literaris dels XII Premis de la Crítica de l'Institut Interuniversitari de Filologia Valenciana, del qual és membre.

## Obra
Maria Àngels Francés ha escrit aquests llibres:

### Llibres (autoria)
- Feminisme i literatura: L'hora violeta, de Montserrat Roig. (2008) Tesi doctoral dirigida per Enric Balaguer Pascual.[6]
- Va de Bo!: Nivell elemental de valencià (B1) (2009). Coautorat amb Maria Isabel Guardiola i Savall, Lídia Jordà Sánchez, Carles Segura Lopes i coordinat per Hèctor Gonzàlvez Escribano. Bromera. ISBN 978-84-9824-458-8
- Va de Bo!: Nivell mitjà de valencià (C1) (2009). Coautorat amb Maria Isabel Guardiola i Savall, Carles Segura Lopes i coordinat per Hèctor Gonzàlvez Escribano. Bromera. ISBN 978-84-9824-395-6
- Literatura i feminisme: "L'Hora violeta" de Montserrat Roig (2010). Arola Editors. ISBN 978-84-92839-48-3
- Va de Bo!: Nivell superior de valencià (C2) (2010). Coautorat amb Juli Martínez Amorós, Joan Perujo Melgar, Carles Segura Lopes i coordinat per Hèctor Gonzàlvez Escribano. Bromera. ISBN 978-84-9824-726-8
- Montserrat Roig: feminisme, memòria i testimoni (2012). Publicacions de l'Abadia de Montserrat. ISBN 978-84-9883-497-0

### Llibres (coordinació)
- Literatura autobiogràfica: història, memòria i construcció del subjecte (2001). Coordinat conjuntament amb Joan Borja i Sanz, Joaquim Espinós Felipe i Enric Balaguer i Pascual. Editorial Denes. ISBN 978-84-96545-43-4

- Epístola i literatura: epistolaris: la carta, estratègies literàries (2005). Coordinat conjuntament amb Carles Cortés Orts, Joaquim Espinós Felipe i Anna Esteve Guillén. Editorial Denes. ISBN 84-95802-84-8
- Diaris i dietaris. (2007). Coordinat conjuntament amb Joan Borja i Sanz, Joaquim Espinós Felipe i Anna Esteve Guillén. Editorial Denes. ISBN 978-84-96545-43-4